# Étienne Jodelle

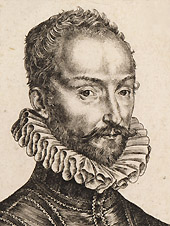
Étienne Jodelle

Étienne Jodelle (Paris, 1532 — Paris, julho de 1573) foi um poeta e dramaturgo francês.

## Obras
- L'Eugène (1553)
- Cléopâtre captive (1553)
- Didon se sacrifiant